# One Piece: Gear Spirit
One Piece: Gear Spirit (ギアスピリット Gia Supiritto?) es un videojuego desarrollado por Bandai Namco y puesto a la venta a finales de agosto de 2007 únicamente en Japón. Está basado en las últimas en el manga One Piece y su adaptación de anime. Es un juego exclusivo para Nintendo DS (por lo que las primeras unidades se vendieron con una funda de One Piece para dicha consola).
El juego consiste en combates de hasta cuatro personajes de One Piece, cada uno de los cuales teniendo unas habilidades en concreto.

## Modos de juego
Existen varios modos de juego.
- Modo historia: Se elige un personaje y se participa en las peleas más importantes del anime, aunque también hay peleas que no aparecen en este entre aliados o personajes que nunca llegaron a encontrarse. A medida que se avanza aumenta la recompensa por la cabeza del personaje elegido.
- Modo combate: Se puede elegir el personaje con el que luchar y contra quien luchar.
- Modo multijugador: Puedes jugar contra alguien que tenga el mismo juego y esté cerca de ti.

## Personajes

### Principales
Al principio se puede elegir entre los 8 Piratas de Sombrero de Paja. Una vez que se pasa el modo historia con todos se empiezan a desbloquear personajes (cada vez que se tiene el modo historia pasado con todos los personajes se te da uno nuevo, si te pasas la historia con este te darán otro, y así sucesivamente).
Brook es un personaje especial, para tenerle desbloqueado debes tener las recompensas de los 8 Sombreros de Paja con 999990000 berries (lo máximo).
Los personajes jugables son unos veinte y se puede dividir en dos grupos a pesar de que los combates son sin equipos, todos contra todos.
- Personajes buenos: Monkey D. Luffy, Roronoa Zoro, Nami, Usopp, Sanji, Chopper, Nico Robin, Ace, Franky, Brook, Nefertari Vivi y Shanks.
- Personajes malos: Enel, Smoker, Rucchi, Kaku, Barbanegra, almirante Aokiji y Dracule Mihawk.También aparece crocodile(cocodrilo)

### Secundarios
Durante los combates nos aparecerán cartas de personajes secundarios en la pantalla táctil de la consola. Hay un total de 130.
Hay cartas de varios tipos:
- Cartas de ataque: Aumentan el ataque de quién las usa.
- Cartas de defensa: Aumentan la defensa de quién las usa.
- Cartas de ataque especial: Después de usarla el personaje puede realizar un ataque especial (sale un vídeo de como lo realiza) contra uno de sus enemigos.
- Cartas de velocidad: Aumentan la velocidad de quien las usa.
- Cartas de estrella: Aumentan temporalmente la velocidad, el ataque y la defensa de quienes la usan.
- Cartas de sorpresa: Hacen que ocurra algo en el escenario. Que una gran ola que golpee a todos los participantes de la pelea (tejado del Rocket Man), que empiecen a caer bolas de cañón en el escenario (Thousand Sunny), etc.

Cada uno de estos grupos de cartas están divididos en tres niveles. Cada personaje puede diseñar tres mazos de cartas gastando un máximo de 15 puntos de cartas en cada uno. En cada grupo hay cartas que cuestan 1 punto, 2 puntos y 3 puntos (obviamente la carta que necesita 3 puntos es mucho más potente que la de uno y bastante más que la de dos).

## Escenarios
Las peleas se desarrollan en los escenarios más importantes del manga y anime. Algunos como al lado de la campana de Shandora, en el techo del Rocket man, en Arabasta, en el Thousand Sunny o en Enies Lobby.